# Rocky Rapids
Rocky Rapids est un hameau (hamlet) du Comté de Brazeau, situé dans la province canadienne d'Alberta.